# André Carstens
André Jacobus Hermanus Carstens (Meppel, 8 juni 1962) is een Nederlands diplomaat. 

## Loopbaan
Carstens studeerde Bedrijfs- Sociaal-Economisch Recht aan de Universiteit Utrecht. Hij trad in 1988 in dienst bij het Ministerie van Buitenlandse Zaken en werkte voor het ministerie onder meer in Rabat, Moskou en Kandahar. Sinds 2019 is Carstens ambassadeur in Astana.